# بانته
بانته (به لاتین: Bantè) یک کمون در بنین است که در استان کالینس واقع شده‌است.

## خصوصیات
بانته ۲٬۶۹۵ کیلومترمربع مساحت و ۱۰۶٬۹۴۵ نفر جمعیت دارد.